# Бурцевская (Вельский район)
Бурцевская  — деревня в Вельском районе Архангельской области. Входит в состав муниципального образования «Хозьминское».

## География
Деревня расположена в 52 километрах на северо-запад от города Вельск на правом берегу реки Елюга, притока реки Вель. Ближайшие населённые пункты: на севере деревня Смольянская, на востоке деревня Дымковская 2-я.
Часовой пояс
Бурцевская, как и вся Архангельская область, находится в часовой зоне МСК (московское время). Смещение применяемого времени относительно UTC составляет +3:00.

## Население
| 2002 | 2010 | 2012 | 2014 |
| ---- | ---- | ---- | ---- |
| 32   | ↘21  | →21  | ↗22  |

## История
Указана в «Списке населённых мест по сведениям 1859 года» в составе Вельского уезда Вологодской губернии под номером «2220» как «Бурцевское». Насчитывала 10 дворов, 28 жителей мужского пола и 37 женского.
В материалах оценочно-статистического исследования земель Вельского уезда упомянуто, что в 1900 году в административном отношении деревня входила в состав Смольянского сельского общества Есютинской волости. На момент переписи в селении Бурцевская находилось 17 хозяйств, в которых проживало 56 жителей мужского пола и 42 женского.